# Katedralen i Salisbury
Katedralen i Salisbury (engelska: Salisbury Cathedral,formellt Cathedral Church of the Blessed Virgin Mary) är en domkyrka i Salisbury i England i Storbritannien. Den tillhör Engelska kyrkan, och byggdes åren 1220-1258. Under 2008 firades 750-årsminnet av invigningen.
Domkyrkan är den högsta i Storbritannien (en 68 meter hög tornen med en 123,5 meter hög spira).
Den engelske konstnären John Constable avmålade kyrkan ett flertal gånger, bland annat i Katedralen i Salisbury sedd från biskopens trädgård (1823). 

### Fotnoter
1. 1 2  ”The Biggest and the Highest” (på engelska). Khan Academy. https://www.khanacademy.org/humanities/medieval-world/latin-western-europe/gothic1/a/salisbury-cathedral. Läst 19 oktober 2015.
2. ↑  ”Salisbury Cathedral's 750th Anniversary Open Day An Overwhelming Success” (på engelska). Salisbury Cathedral. 28 april 2008. Arkiverad från originalet den 8 december 2015. https://web.archive.org/web/20151208125528/http://www.salisburycathedral.org.uk/press-release-archive/salisbury-cathedrals-750th-anniversary-open-day-overwhelming-success. Läst 19 oktober 2015.